# Квазігеодезична лінія
Квазігеодезична лінія — це крива в метричному просторі, для якої правий та лівий повороти не від'ємні. Квазігеодезична лінія узагальнює поняття геодезичної лінії. Будь-яка геодезична лінія буде квазігеодезичною, тому, що у неї правий та лівий повороти дорівнюють нулю.
Прикладом квазігеодезичної, але не геодезичної лінії буде коло в основі конуса.
У сенсі внутрішньої метрики всяка квазігеодезична лінія без кратних точок є межею геодезичних.

## Властивості квазігеодезичної лінії
Відомо, що на всякій регулярній замкненій опуклій поверхні існують принаймні три замкнені геодезичні без кратних точок. Ця відома теорема була висловлена ще в 1905 році Анрі Пуанкаре, але повний її доказ було дано тільки майже 25 років по тому Люстерніком і Шнірельманом. Однак на нерегулярній замкненій опуклій поверхні замкнених геодезичних без кратних точок може не бути зовсім.
На замкненій опуклій поверхні існують принаймні три геометрично різні замкнені квазігеодезичні лінії.

### Екстремальна властивість квазігеодезичної лінії на опуклій поверхні

Деформація квазігеодезичної лінії вздовж прямих, що виходять з тіла К

Нехай замкнена опукла поверхня F обмежує тіло К, {\displaystyle \gamma _{AB}} квазігеодезична на ній без самоперетинів. Якщо квазігеодезична {\displaystyle \gamma _{AB}} деформується в криву {\displaystyle \gamma \,'_{AB}} так, що кінці А і В залишаються нерухомими, а всяка внутрішня точка кривої переміщується назовні вздовж прямої, яка виходить з тіла К, то отримана в результаті деформації крива {\displaystyle \gamma \,'_{AB}} буде мати довжину не меншу ніж у кривої {\displaystyle \gamma _{AB}}
.